# Setge de Sidney Street
El setge de Sidney Street, conegut popularment com la "Batalla de Stepney", va ser un famós tiroteig a l'East End de Londres el 3 de gener de 1911. L'incident va anar precedit pels "assassinats Houndsditch", un fet que va acabar amb la mort de dos membres d'una banda de lladres i anarquistes internacionals dirigits per Peter Piatkow, àlies "Peter el Pintor", i que va provocar un important conflicte polític sobre la participació del llavors Ministre de l'Interior, Winston Churchill.